# Alonso de Mesa (pintor)
Alonso de Mesa (Madrid,  c.1628-1668) fue un pintor barroco español. 
Recordado por Lázaro Díaz del Valle, Antonio Palomino le dedicó una breve pero muy elogiosa biografía en la que le decía natural de Madrid y, según algunos, discípulo de Alonso Cano, añadiendo que había muerto en la Corte hacia 1668, con poco más de cuarenta años. De su obra citaba Palomino una serie de cuadros dedicada a la vida de san Francisco de Asís, en la que se habría autorretratado en la pintura del entierro del santo, junto con otros óleos dedicados a «santos, y varones insignes de su primitiva Fundación, que están en el claustro de su Convento de Religiosos de la Observancia en esta Corte. Por la cual obra se conoce su virtud, ingenio, y ventajoso natural para el arte».
Al derribarse el primitivo cenobio para levantar el nuevo convento de San Francisco el Grande los cuadros fueron llevados al convento de San Francisco de Guadalajara. Allí los vio Antonio Ponz, que localizaba en el claustro los cuadros de la historia de San Francisco, «obra que se debe estimar», añadiendo que en la Portería se encontraban también algunos cuadros de santos y figuras distinguidas de la Orden «que me agradaron por la mucha verdad que vi en ellos, así en las carnes, como en los pliegues». Menos favorable era el juicio de Ceán Bermúdez ante esos mismos lienzos, en los que reprochaba a Mesa haber seguido a Alonso Cano solo en las tintas y el colorido, pero no en la perfección del dibujo. Transformado en 1808 el convento en fortaleza militar con la ocupación francesa, se pierden las noticias de los cuadros de Mesa, aunque algunos de ellos podrían haber pasado al Museo Provincial de Guadalajara, creado en 1837, donde algunos de los lienzos expuestos de asunto franciscano —Estigmatización de san Francisco, Juan de Capistrano, el doctor Alejandro de Hales y San Diego de Alcalá— pudieran tener ese origen. 
A las series franciscanas citadas agregó Ceán únicamente una pintura de San Antonio Abad en la primitiva parroquia de San Sebastián de Madrid, que ha de darse por perdida, completándose la producción citada en las fuentes con la única obra conservada de atribución segura: el lienzo de altar de la capilla de los Cachupines en la iglesia de Nuestra Señora del Rosario de Medina de Pomar, con la Entronización o Asunción de la Virgen acompañada por su Hijo y dos apóstoles sobre tabla en el banco que quizá le correspondan también.